# Jimmy Jam und Terry Lewis

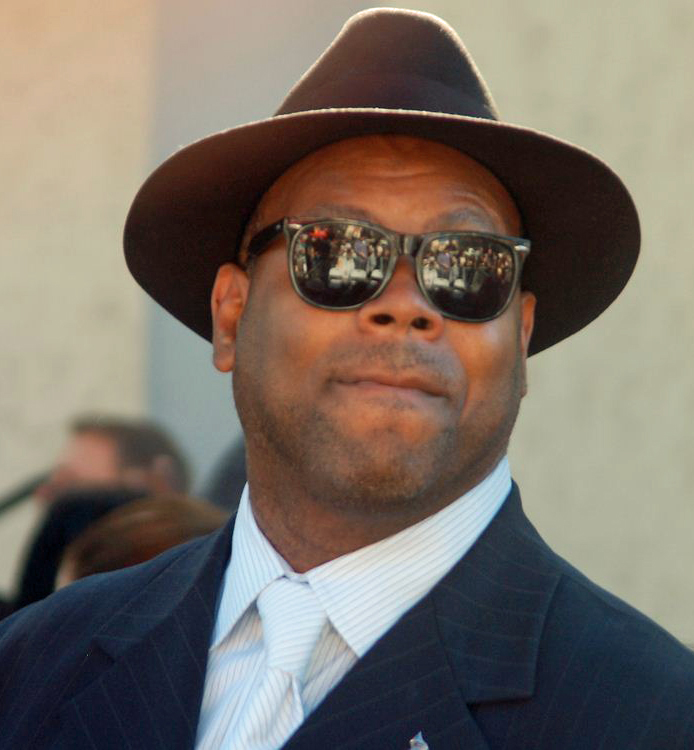
Jimmy Jam (2012)

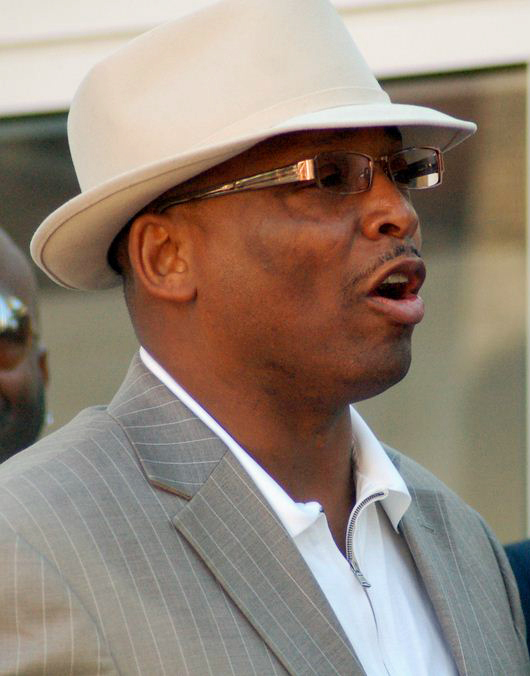
Terry Lewis (2012)

James Samuel „Jimmy Jam“ Harris III. (* 6. Juni 1959 in Minneapolis, Minnesota, USA) und Terry Steven Lewis (* 24. November 1956 in Omaha, Nebraska, USA) sind ein amerikanisches Produzenten- und Songwriterduo, das vor allem durch Zusammenarbeiten mit Janet Jackson größere Bekanntheit erlangen konnte. Ihnen wird ein Großteil der klangästhetischen Neuorientierung des R&B zum Contemporary R&B zugeschrieben.

## Werdegang

### The Time (1980–1982)
Harris und Lewis gründeten ihre erste Band Flyte Tyme bereits auf der High School zusammen mit Jellybean Johnson und Monte Moir. Der Name Flyte Tyme war eine phonetische Abwandlung des Songs Flight Time von Donald Byrd und ist als Referenz der Musiker auf die musikalische Sozialisation durch Jazz zu verstehen, obwohl sich Flyte Tyme als Funk-Band verstand. Einem breiteren Publikum wurde diese Formation in veränderter Besetzung und unter Mitwirkung von Prince als The Time bekannt.
Harris und Lewis hatten mit The Time auf den Alben The Time und What Time Is It? mitgewirkt, als sie vermehrt begannen, ihre Prioritäten auf die Musikproduktion zu verlagern. Während Tourneen mit Prince and The Revolution spielten The Time als Vorband für Prince und später auch als Unterstützung für Vanity 6. Lewis und Harris nutzen während dieser Zeit die sog. Off-Days, um für ihre künstlerischen Ambitionen zu werben. So konnte 1982 eine Produktion mit der S.O.S. Band entstehen, der dem Duo erste kommerzielle Achtungserfolge bescherte. Als Teil von The Time sind die beiden Afro-Amerikaner letztmals auf What Time Is It? zu hören.

### Ausschluss aus The Time (1982)
Während der Produktion des Albums On the Rise der S.O.S. Band pendelten Jam und Lewis zwischen den Konzerten mit Prince und The Time und Tonstudio. Es heißt, dass aufgrund eines Schneesturmes Jam und Lewis durch schwerwiegende Verkehrsbedingung einem Konzert ihrer eigenen Band in San Antonio nicht beiwohnen konnten. Der Folge dieses Umstandes wird es zugeschrieben, dass Prince die Bandmitglieder Jimmy Jam und Terry Lewis aus der Gruppe warf. In einem Interview mit Rolling Stone dementierte Prince diesen Vorwurf jedoch und schrieb diesen Entschluss dem Bandleader Morris Day zu.

### Produzentenkarriere (1984–2007)
Unter dem Namen Flyte Time Productions produziert das Duo seit 1980er Jahre für diverse Musiker wie Gladys Knight, Patti Austin oder Thelma Houston. Als entscheidender Wendepunkt ihrer Laufbahn kann man das Zusammentreffen mit Janet Jackson im Jahr 1985 deuten. Die aufstrebende Künstlerin versuchte sich zu dieser Zeit abseits ihrer berühmten Geschwister, die unter dem Namen The Jacksons und ihrem Zugpferd Michael Jackson bereits internationale Superstars waren, eine Karriere aufzubauen. Jacksons drittes Album Control, welches im Folgejahr erschien und innerhalb von sechs Wochen eingespielt wurde, entstand unter der musikalischen Schirmherrschaft Jimmy Jams und Terry Lewis’. Sowohl für das Duo als auch für Janet gilt dieses Album gemeinhin als letzter Emanzipationsschritt in die Musikindustrie. Jimmy Jam und Terry Lewis produzierten noch sechs weitere Alben mit Jackson.
Mit Perspective Records gründeten Harris und Lewis Anfang der 1990er Jahre ein eigenes Plattenlabel. Hervorgebracht wurden dadurch Künstler wie Bobby Ross Avila, Smooth, Mint Condition, Lo-Key, Solo, Sounds of Blackness oder Ann Nesby. Weiterhin produzierten sie für Boyz II Men, Usher, Mary J. Blige, Mariah Carey, Gwen Stefani und Michael Jackson (Scream).

### Wiedervereinigung mit The Time (2008)
Am 10. Februar 2008 spielte The Time erstmals seit dem Rauswurf von Lewis und Harris wieder gemeinsam auf einer Bühne. Die ursprüngliche Besetzung begleitete anlässlich der 50. Verleihung der Grammy Awards den Auftritt der Künstlerin Rihanna. Im Juni und Juli 2008 spielte die Band eine Reihe von Konzerten in Las Vegas.

## Diskografie
Als Mitglieder von The Time:
- The Time (1981)
- What Time Is It? (1982)
- Pandemonium (1990)

Als Produzenten (Auswahl):
- Klymaxx – Girls Will Be Girls (1982)
- S.O.S. Band – On the Rise (1983)
- Cherrelle – I Didn’t Mean to Turn You On (1984)
- Alexander O’Neal – Alexander O’Neal (1985)
- Janet Jackson – Control (1986)
- Alexander O’Neal – Hearsay (1987)
- New Edition – Heart Break (1988)
- Janet Jackson – Janet Jackson’s Rhythm Nation 1814 (1989)
- Karyn White – Ritual of Love (1991)
- Janet Jackson – janet. (1993)
- Color Me Badd – Time and Chance (1993)
- Boyz II Men – II (1994)
- Karyn White – Make Him Do Right (1994)
- Michael Jackson – HIStory Continues, Past, Present and Future~Book 1 (1995)
- Lionel Richie – Louder than Words (1995)
- Mary J. Blige – Love is all we need (1997)
- 4.0 – Have a Little Mercy (1997)
- TLC – FanMail (1999)
- Yolanda Adams – Mountain High...Valley Low (1999)
- Janet Jackson – Doesn’t Really Matter (2000)
- Usher – U Remind Me (2001)
- Gwen Stefani – Love. Angel. Music. Baby. (2004)
- Chaka Khan – Funk This (2007)
- Crystal Kay – Color Change! (2008)

## Auszeichnungen
Jimmy Jam und Terry Lewis haben viele Auszeichnungen für ihre Arbeiten bekommen.
Unter anderem:
- 1986: American Music Award in der Kategorie Best R&B single (Für Nasty von Janet Jackson)
- 1987: Grammy Award in der Kategorie Producer of the Year (Non-Classical)
- 1996: NAACP Heritage Award in der Kategorie Lifetime Achievement
- 1987–1993: ASCAP in den Kategorien Songwriters of the Year und R&B Writers of the Year

## Trivia
- Terry Lewis war verheiratet mit der amerikanischen Sängerin Karyn White. Das inzwischen geschiedene Paar hat eine Tochter.
- Jimmy Jam war bis Mitte 2009 Vorsitzender der National Academy of Recording Arts and Sciences.[8]
- Ein wiederkehrendes Element in den Produktionen von Jimmy Jam und Terry Lewis ist schon seit den frühen 80er-Jahren die Verwendung von analogen Synthesizern und Drum-Maschinen wie dem Roland TR-808 oder Oberheim-Synthesizern.